# Berthold Zeller
Berthold Zeller, född den 25 september 1848 i Rennes, död den 4 april 1899 i Paris, var en fransk historiker. Han var son till Jules Sylvain Zeller.
Zeller, som var lärare vid Sorbonne, skrev bland annat Henri IV et Marie de Medici (1877), Études critiques sur le règne de Louis XIII (2 band, 1879–1880) och Marie de Medici. Richelieu ministre (1899). Åren 1881–1890 utgav Zeller samlingsverket L'histoire de France racontée par les contemporains. 